# Ульсон, Ёста
Густав «Ёста» Ульсон (швед. Gustaf "Gösta" Olson; 10 мая 1883, Линчёпинг — 23 января 1966, Стокгольм) — шведский гимнаст, чемпион летних Олимпийских игр 1908.
На Играх 1908 в Лондоне Ульсон участвовал только в командном первенстве, в котором его сборная заняла первое место.